# Bobrowo
Bobrowo è un comune rurale polacco del distretto di Brodnica, nel voivodato della Cuiavia-Pomerania.
Ricopre una superficie di 146,28 km² e nel 2004 contava 6 243 abitanti.